# فینال جام حذفی فوتبال انگلستان ۱۹۳۸
فینال جام حذفی فوتبال انگلستان ۱۹۳۸، رقابت پایانی جام حذفی فوتبال انگلستان در سال ۱۹۳۸ میلادی است که مابین دو تیم باشگاه فوتبال پرستون نورث‌اند و باشگاه فوتبال هادرسفیلد تاون در ورزشگاه ومبلی لندن برگزار شده‌است.
این مسابقه که در تاریخ ۳۰ آوریل ۱۹۳۸ انجام شده‌است با نتیجه ۱ بر ۰ به سود تیم باشگاه فوتبال پرستون نورث‌اند به پایان رسید.